# Ignacio Lago
Manuel Ignacio Lago (Isidro Casanova, Argentina; 5 de agosto de 2002) es un futbolista argentino. Juega de extremo y su equipo actual es el Colón de Santa Fe de la Primera Nacional.

## Trayectoria
Formado en las inferiores del Almirante Brown, Lago comenzó su carrera en el primer equipo en 2018. Debutó el 10 de febrero ante Atlanta a los 15 años, seis meses y cinco días, siendo el jugador más joven en debutar por Brown en su historia.
El 11 de septiembre de 2020, Lago fue transferido al Talleres de Córdoba.
De cara a la temporada 2024, fue cedido a Colón de la Primera B Nacional.

## Estadísticas

### Clubes
Actualizado hasta su último partido disputado el 14 de junio de 2025.
| Club                          | Div.          | Temporada     | Liga  | Liga  | Liga   | Copas nacionales | Copas nacionales | Copas nacionales | Copas internacionales | Copas internacionales | Copas internacionales | Total | Total | Total  |
| Club                          | Div.          | Temporada     | Part. | Goles | Asist. | Part.            | Goles            | Asist.           | Part.                 | Goles                 | Asist.                | Part. | Goles | Asist. |
| ----------------------------- | ------------- | ------------- | ----- | ----- | ------ | ---------------- | ---------------- | ---------------- | --------------------- | --------------------- | --------------------- | ----- | ----- | ------ |
| Almirante Brown Argentina     | 3.ª           | 2017-18       | 4     | 0     | 0      | —                | —                | —                | —                     | —                     | —                     | 4     | 0     | 0      |
| Almirante Brown Argentina     | 3.ª           | 2018-19       | 7     | 1     | 0      | —                | —                | —                | —                     | —                     | —                     | 7     | 1     | 0      |
| Almirante Brown Argentina     | 3.ª           | 2019-20       | 20    | 2     | 0      | —                | —                | —                | —                     | —                     | —                     | 20    | 2     | 0      |
| Almirante Brown Argentina     | Total club    | Total club    | 31    | 3     | 0      | 0                | 0                | 0                | 0                     | 0                     | 0                     | 31    | 3     | 0      |
| Talleres de Córdoba Argentina | 1.ª           | 2020          | —     | —     | —      | 3                | 0                | 0                | —                     | —                     | —                     | 3     | 0     | 0      |
| Talleres de Córdoba Argentina | 1.ª           | 2021          | —     | —     | —      | 2                | 0                | 0                | —                     | —                     | —                     | 2     | 0     | 0      |
| Talleres de Córdoba Argentina | 1.ª           | 2022          | —     | —     | —      | 5                | 0                | 0                | —                     | —                     | —                     | 5     | 0     | 0      |
| Talleres de Córdoba Argentina | Total club    | Total club    | 0     | 0     | 0      | 10               | 0                | 0                | 0                     | 0                     | 0                     | 10    | 0     | 0      |
| Tlaxcala F. C. · México       | 2.ª           | A-2021        | 16    | 5     | 3      | —                | —                | —                | —                     | —                     | —                     | 16    | 5     | 3      |
| Tlaxcala F. C. · México       | Total club    | Total club    | 16    | 5     | 3      | 0                | 0                | 0                | 0                     | 0                     | 0                     | 16    | 5     | 3      |
| San Martín (SJ) Argentina     | 2.ª           | 2022          | 16    | 4     | 3      | —                | —                | —                | —                     | —                     | —                     | 16    | 4     | 3      |
| San Martín (SJ) Argentina     | Total club    | Total club    | 16    | 4     | 3      | 0                | 0                | 0                | 0                     | 0                     | 0                     | 16    | 4     | 3      |
| Atlético Rafaela Argentina    | 2.ª           | 2023          | 33    | 5     | 1      | —                | —                | —                | —                     | —                     | —                     | 33    | 5     | 1      |
| Atlético Rafaela Argentina    | Total club    | Total club    | 33    | 5     | 1      | 0                | 0                | 0                | 0                     | 0                     | 0                     | 33    | 5     | 1      |
| C. A. Colón Argentina         | 2.ª           | 2024          | 26    | 6     | 3      | 2                | 1                | 0                | —                     | —                     | —                     | 28    | 7     | 3      |
| C. A. Colón Argentina         | 2.ª           | 2025          | 7     | 0     | 2      | —                | —                | —                | —                     | —                     | —                     | 7     | 0     | 2      |
| C. A. Colón Argentina         | Total club    | Total club    | 33    | 6     | 5      | 2                | 1                | 0                | 0                     | 0                     | 0                     | 35    | 7     | 5      |
| Total carrera                 | Total carrera | Total carrera | 129   | 23    | 12     | 12               | 1                | 0                | 0                     | 0                     | 0                     | 141   | 24    | 12     |
| 1. 2.                         |               |               |       |       |        |                  |                  |                  |                       |                       |                       |       |       |        |